# Hrubšice

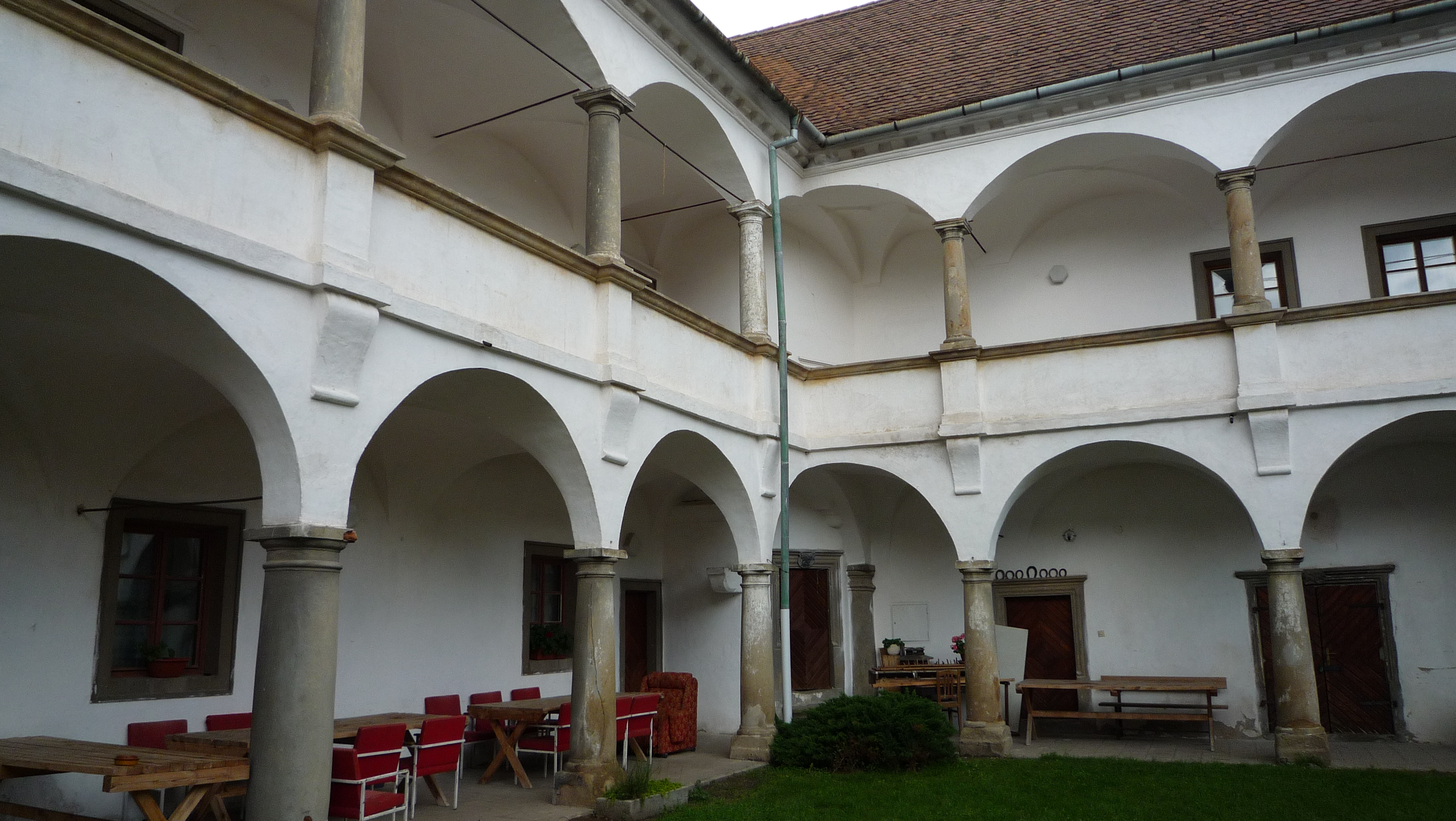
Innenhof des Schlosses

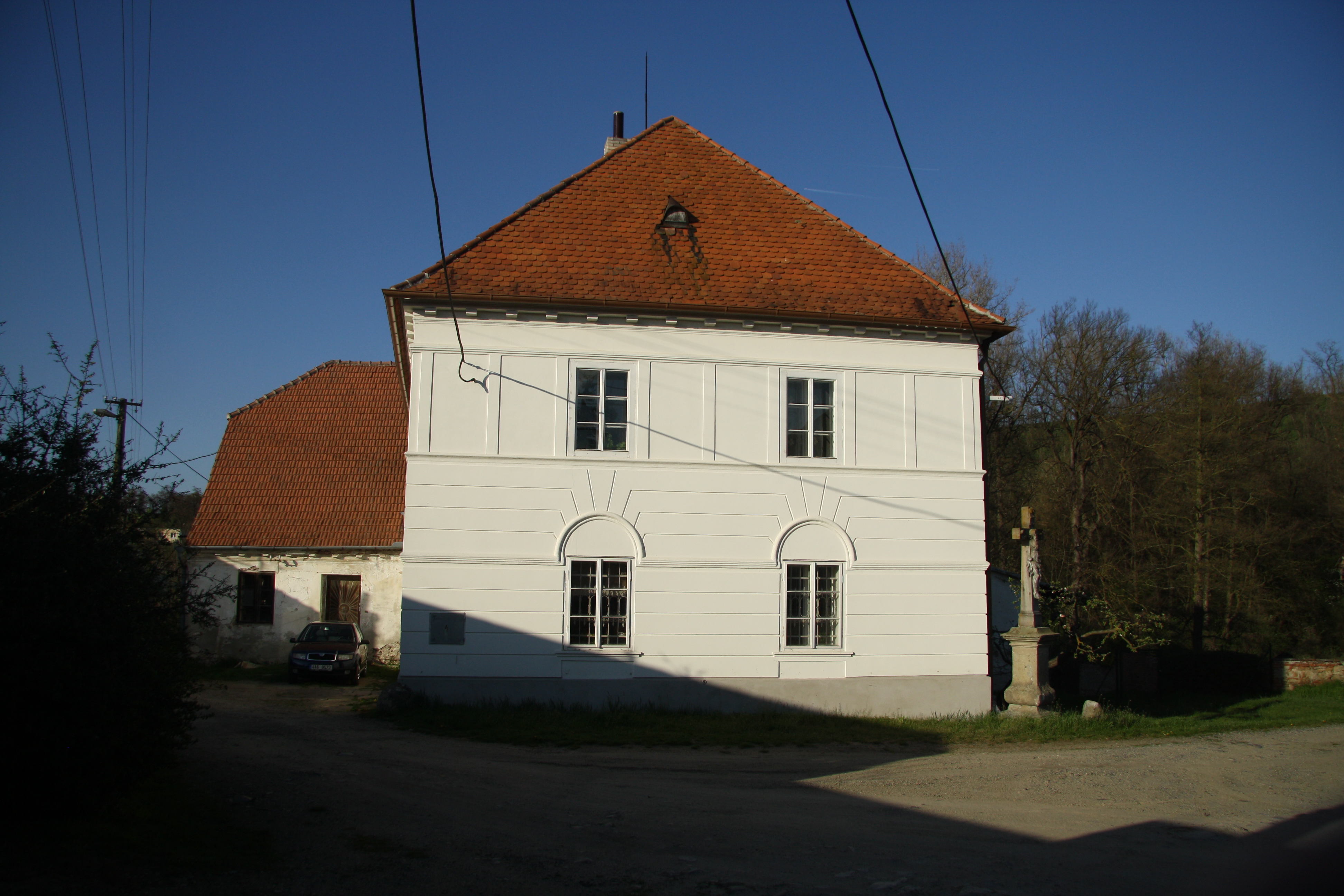
Wassermühle

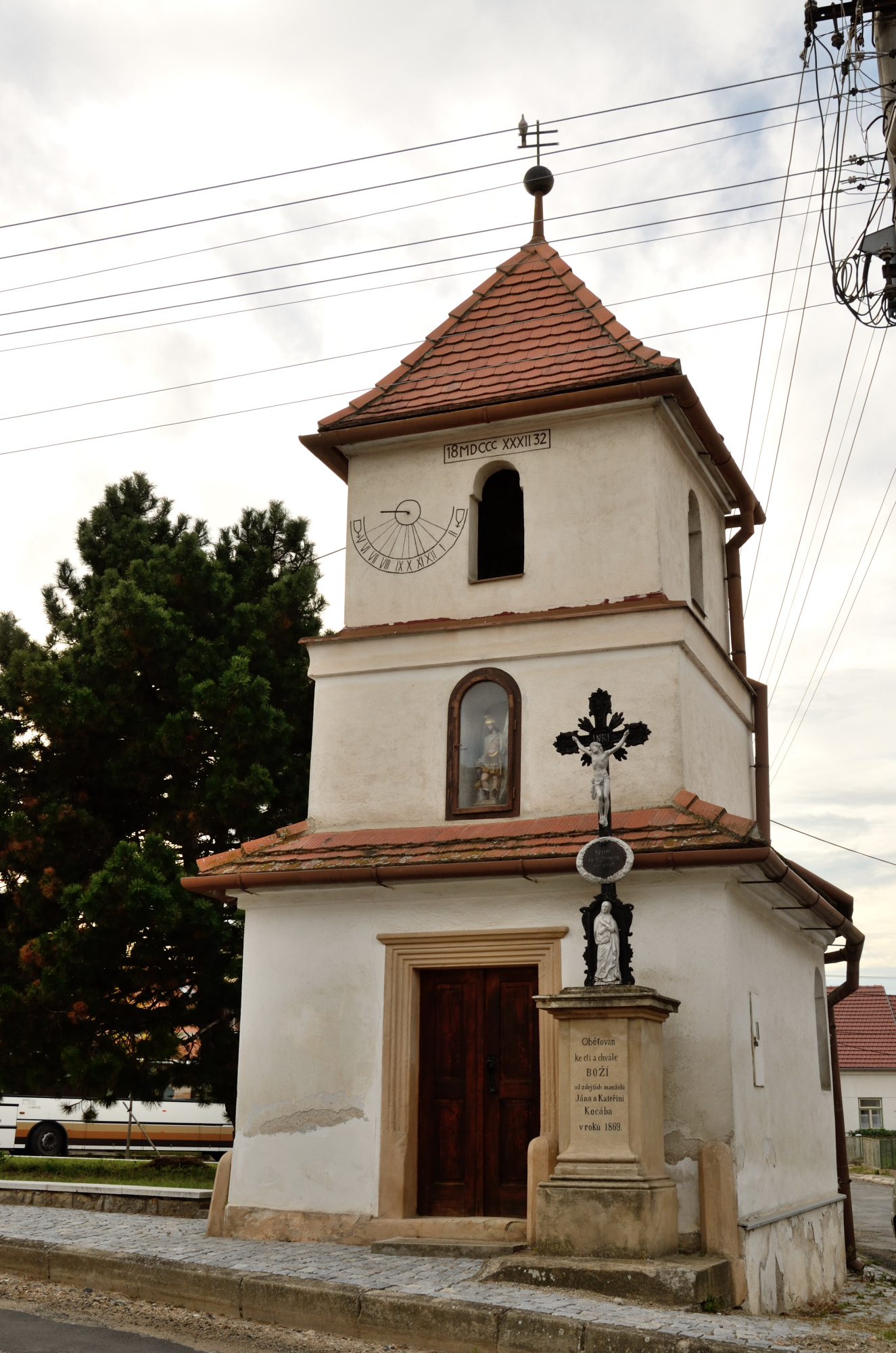
Kapelle der Jungfrau Maria

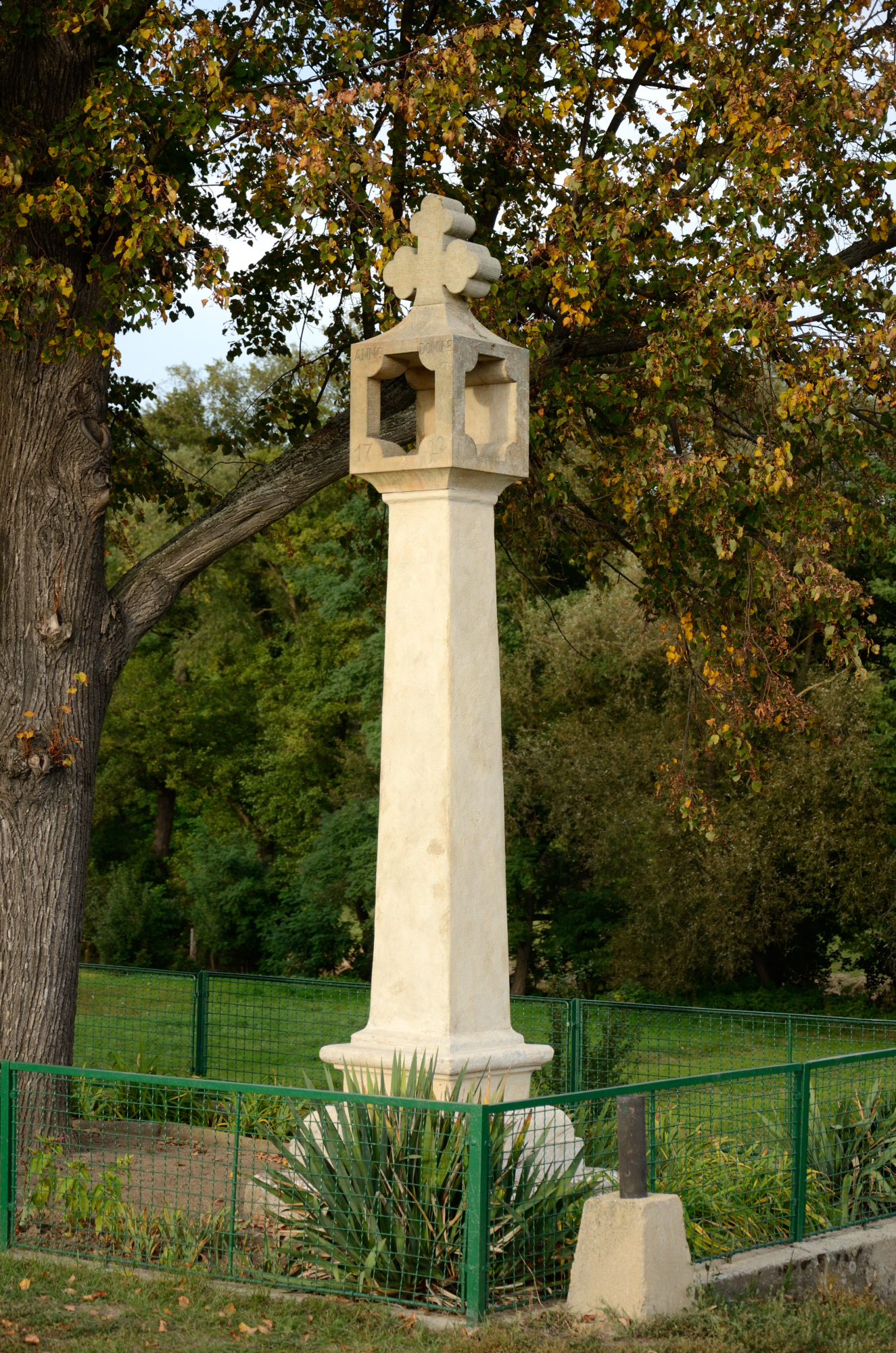
Bildstock

Hrubšice (deutsch Hrubschitz) ist ein Ortsteil der Stadt Ivančice in Tschechien. Er liegt fünf Kilometer westlich von Ivančice und gehört zum Okres Brno-venkov.

## Geographie
Hrubšice befindet sich am rechten Ufer der Jihlava in der Boskovická brázda (Boskowitzer Furche) in Südmähren. Nordöstlich erhebt sich der Bouchal (277 m n.m.), im Südwesten der Špilberk (361 m n.m.) und die Záklaty (384 m n.m.), westlich der Vrabčí kopec (389 m n.m.) mit der Burgruine Templštejn sowie im Nordwesten der Biskoupský kopec (397 m n.m.). Das Dorf liegt am Rande des Naturparks Střední Pojihlaví.
Nachbarorte sind Nová Ves im Norden, Letkovice und Alexovice im Osten, Řeznovice im Südosten, Rokytná und Polánka im Süden, Dobřínsko und Jamolice im Südwesten sowie Biskoupky im Nordwesten.

## Geschichte
Bereits seit dem 12. Jahrhundert wurde in der Gegend Sandstein gebrochen, zum Bau der Řeznovicer Kirche wurde Hrubšicer Sandstein verwendet. Erstmals erwähnt wurde das Dorf Hrubšice im Jahre 1225, die Feste ist seit der ersten Hälfte des 14. Jahrhunderts nachweislich. Im Jahre 1350 war Hartung von Weitmühl Besitzer der Feste und eines Teils des Dorfes, er verschrieb darauf seiner Frau Anna von Witschkow 120 Mark als Morgengabe. Weitere Anteile an dem Dorf hielten zu dieser Zeit die Deutschordenskommende Hosterlitz, Philipp von Jakubov und Niklas von Hosterlitz. Nach dem Tode ihres Mannes verkaufte Anna von Witschkow die Morgengabe 1376 an den Besitzer der Herrschaft Krumlov, Benedikt von Krawarn. Lacek von Krawarn veräußerte diesen Teil 1406 an Günter von Bischofswert, dem dessen Frau Anna und vor 1415 deren zweiter Mann Wenzel von Hrubschitz als Besitzer folgten. Im Laufe des 15. und 16. Jahrhunderts folgten zahlreiche Besitzerwechsel. Hans Nešpor von Bischofswert überließ das Gut mit dem Hof 1437 dem Heinrich Weiß von Hrubschitz, der es umgehend an Mathias Stosch von Alberowitz veräußerte. Dieser verkaufte das Gut und den Hof 1447 an Peter Mrax von Jonyna; danach gehörte es dem Georg Schwab von Lautschow, ab 1481 dem Heinrich von Čechtín, ab 1493 dessen Söhnen Bohuš und Georg, danach dem Heinrich Lechwitzky von Zástřizl, ab 1523 dem Wenzel Rychwaldsky von Kateřínic und schließlich dem Hans von Gbeska. Im Jahre 1530 erwarb Wenzel von Hoditz das Gut Hrubšice mit der Feste und dem Hof. Er verkaufte den Besitz 1550 an Bohunka von von Leipa, die ihn 1558 dem Berchtold von Leipa überließ. Wenig später erwarb Ulrich von Leipa das Gut; er ließ die alte Feste zu einem Renaissanceschloss umbauen. Im Jahre 1598 wurde das Gut Hrubšice mit der Herrschaft Krumlov vereinigt. Nach der Schlacht am Weißen Berg wurden 1621 sämtliche Güter des Berthold Bohuslaw (Bohubud) von Leipa, der ein Anführer der mährischen Stände war, konfisziert. 1625 erwarb Gundaker von Liechtenstein die Herrschaft Krumlov, die danach fast 300 Jahre im Besitz des Hauses Liechtenstein verblieb. 
Im Jahre 1835 bestand das im Znaimer Kreis gelegene Dorf Hrubschitz bzw. Hrubčice aus 45 Häusern, in denen 263 Personen lebten. Im Ort gab es ein herrschaftliches Schlösschen, das als Wohnsitz eines Wirtschaftsbeamten genutzt wurde, einen herrschaftlichen Meierhof sowie eine Mühle mit Wirtshaus. In der Umgebung wurde guter Baustein gebrochen und ein gelber lockerer Meerschaum gewonnen. Pfarrort war Řeznowitz. Bis zur Mitte des 19. Jahrhunderts blieb Hrubschitz der Fideikommiss-Primogeniturherrschaft Mährisch-Krummau untertänig.
Nach der Aufhebung der Patrimonialherrschaften bildete Hrubšice / Hrubschitz ab 1849 eine Gemeinde im Gerichtsbezirk Kromau. Ab 1869 gehörte das Dorf zum Bezirk Kromau; zu dieser Zeit hatte Hrubšice 282 Einwohner und bestand aus 47 Häusern. Im Jahre 1900 lebten in Hrubšice 353 Personen; 1910 waren es 337. Mit dem Tod des Oberhofmeisters Rudolf von Liechtenstein erlosch 1908 die Karlische Linie des Hauses Liechtenstein; Erbe des Großgrundbesitzes wurden die Grafen Kinsky. Beim Zensus von 1921 lebten in den 61 Häusern des Dorfes 361 Personen, darunter 359 Tschechen und ein Deutscher. Im Jahre 1930 hatte Hrubšice 451 Einwohner und bestand aus 92 Häusern. Nach der deutschen Besetzung wurde die Gemeinde 1939 in den Gerichtsbezirk Eibenschütz und in den Kreis Brünn-Land umgegliedert; bis 1945 gehörte Hrubšice / Hrubschitz zum Protektorat Böhmen und Mähren. Nach dem Kriegsende erfolgte die Wiederherstellung der alten Bezirksstrukturen. 1950 lebten in Hrubšice 440 Personen. Im Zuge der Gebietsreform und der Aufhebung des Okres Moravský Krumlov wurde die Gemeinde am 1. Juli 1960 dem Okres Brno-venkov zugewiesen. Die Eingemeindung nach Ivančice erfolgte am 1. Juli 1980. Beim Zensus von 2001 lebten in den 111 Häusern von Hrubšice 271 Personen.

## Ortsgliederung
Der Ortsteil Hrubšice bildet einen Katastralbezirk.

## Sehenswürdigkeiten
- Schloss Hrubšice, die aus dem 14. Jahrhundert stammende Feste Hrubšice wurde in der zweiten Hälfte des 16. Jahrhunderts für Ulrich von Leipa zum Renaissanceschloss umgebaut. Die vierflügelige Anlage besitzt einen geräumigen Arkadenhof. Sie ist nicht öffentlich zugänglich. Nach der Rekonstruktion ist die Einrichtung eines Konferenzzentrums, Restaurants und Weinkellers vorgesehen.
- Kapelle der Jungfrau Maria, errichtet 1822, der Glockenturm wurde 1832 aufgesetzt.
- Kocáb-Kreuz vor der Kapelle, gestiftet 1869 von den Eheleuten Jan und Kateřina Kocáb
- Wassermühle
- Steinernes Kreuz vor der Mühle
- Bildstock
- Naturreservat Nad řekami, westlich von Hrubšice an der Jihlava